# Saint-Florentin (Yonne)
Pour les articles homonymes, voir Saint-Florentin.
Saint-Florentin est une commune française située dans le département de l'Yonne, en région Bourgogne-Franche-Comté.
Ses habitants sont appelés les Florentinois.
Elle a absorbé l'ancienne commune d'Avrolles en 1970.

## Géographie

### Hydrographie

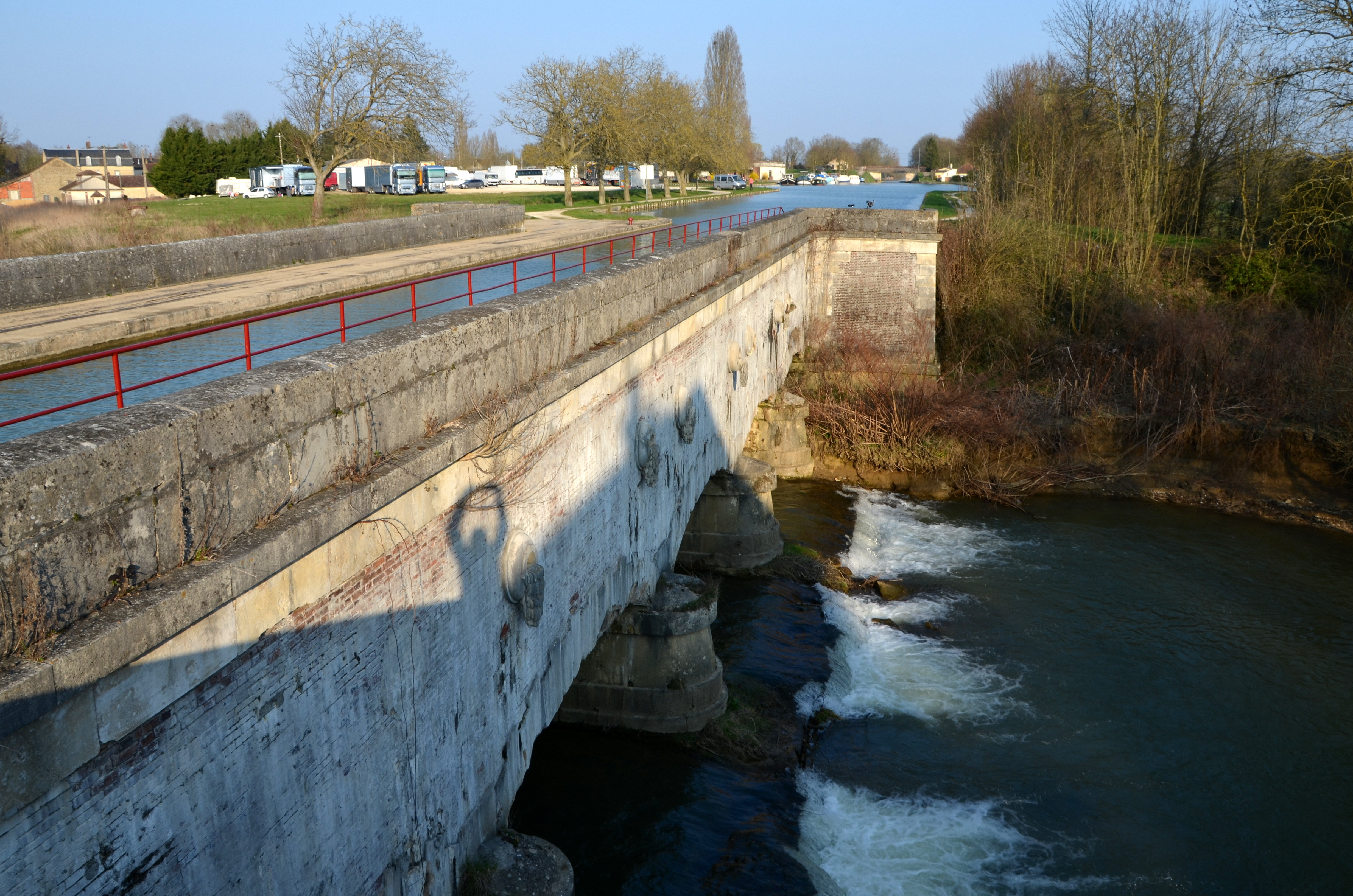
Pont-canal sur l'Armance.

La commune est baignée par l'Armance et l'Armançon et par le canal de Bourgogne sur lequel est établi un des cinq ports de plaisance du département de l'Yonne.

### Voies de communication et transports
La commune est desservie par la N77 à mi-chemin entre Auxerre et Troyes et la gare de Saint-Florentin - Vergigny sur la ligne de Paris-Lyon à Marseille-Saint-Charles. Des TER toutes les heures avec le cadencement.

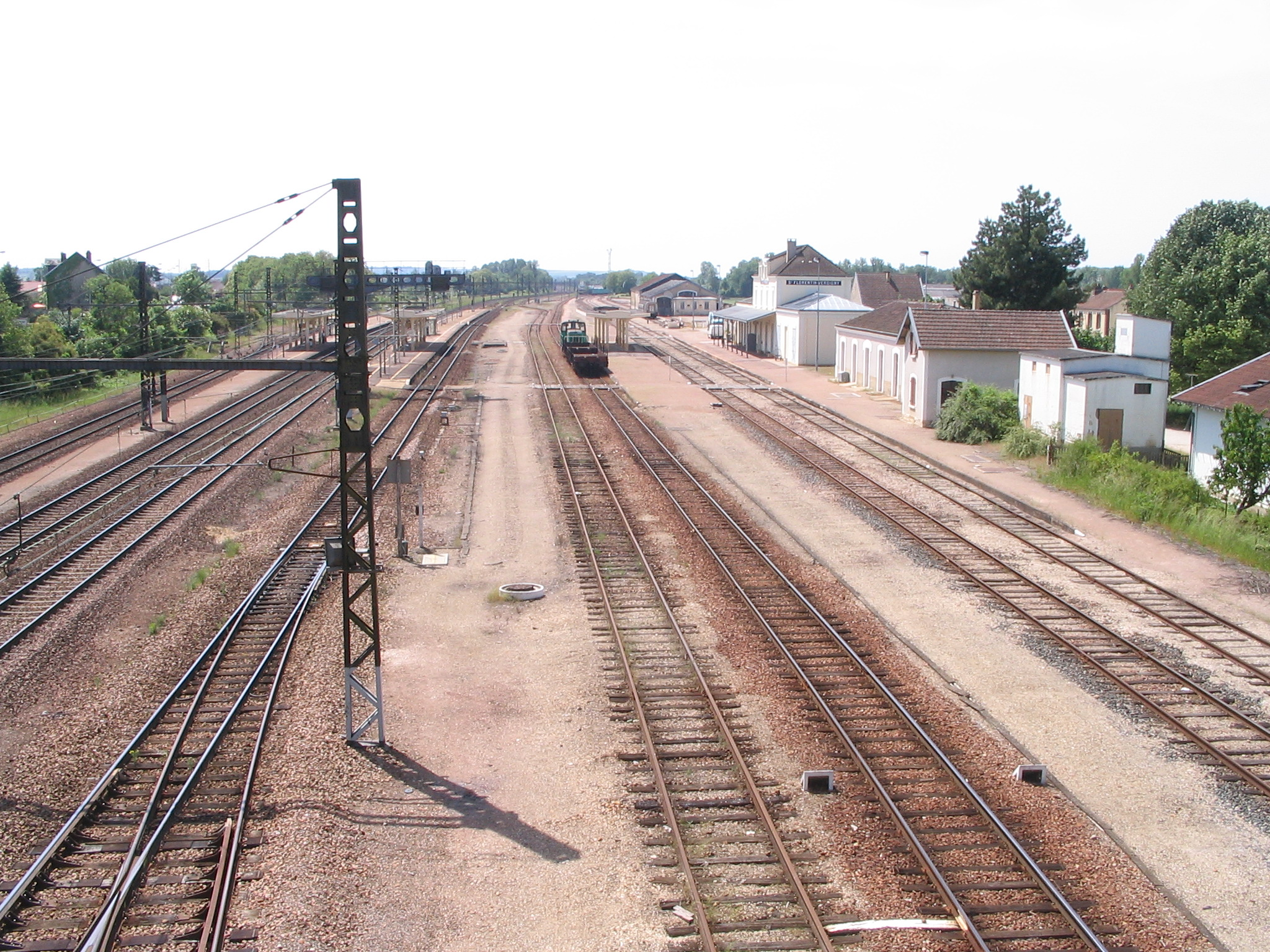
Gare de Saint-Florentin - Vergigny

### Climat
Pour des articles plus généraux, voir Climat de la Bourgogne-Franche-Comté et Climat de l'Yonne.
En 2010, le climat de la commune est de type climat océanique dégradé des plaines du Centre et du Nord, selon une étude du Centre national de la recherche scientifique s'appuyant sur une série de données couvrant la période 1971-2000. En 2020, Météo-France publie une typologie des climats de la France métropolitaine dans laquelle la commune est exposée à un climat océanique altéré et est dans la région climatique  Lorraine, plateau de Langres, Morvan, caractérisée par un hiver rude (1,5 °C), des vents modérés et des brouillards fréquents en automne et hiver. 
Pour la période 1971-2000, la température annuelle moyenne est de 10,7 °C, avec une amplitude thermique annuelle de 15,6 °C. Le cumul annuel moyen de précipitations est de 740 mm, avec 12,6 jours de précipitations en janvier et 7,7 jours en juillet. Pour la période 1991-2020, la température moyenne annuelle observée sur la station météorologique de Météo-France la plus proche, « Ligny-le-Châtel », sur la commune de Ligny-le-Châtel à 11 km à vol d'oiseau, est de 11,5 °C et le cumul annuel moyen de précipitations est de 772,9 mm. 
La température maximale relevée sur cette station est de 40,7 °C, atteinte le 7 août 2003 ; la température minimale est de −22 °C, atteinte le 16 janvier 1985,,. 
Les paramètres climatiques de la commune ont été estimés pour le milieu du siècle (2041-2070) selon différents scénarios d'émission de gaz à effet de serre à partir des nouvelles projections climatiques de référence DRIAS-2020. Ils sont consultables sur un site dédié publié par Météo-France en novembre 2022.

## Urbanisme

### Typologie
Au 1er janvier 2024, Saint-Florentin est catégorisée bourg rural, selon la nouvelle grille communale de densité à sept niveaux définie par l'Insee en 2022.
Elle appartient à l'unité urbaine de Saint-Florentin, une unité urbaine monocommunale constituant une ville isolée,. Par ailleurs la commune fait partie de l'aire d'attraction de Saint-Florentin, dont elle est la commune-centre,. Cette aire, qui regroupe 19 communes, est catégorisée dans les aires de moins de 50 000 habitants,.

### Occupation des sols
L'occupation des sols de la commune, telle qu'elle ressort de la base de données européenne d’occupation biophysique des sols Corine Land Cover (CLC), est marquée par l'importance des territoires agricoles (81,8 % en 2018), en diminution par rapport à 1990 (83,4 %). La répartition détaillée en 2018 est la suivante : 
terres arables (46,7 %), prairies (21,3 %), zones agricoles hétérogènes (13,8 %), forêts (7,1 %), zones urbanisées (6,1 %), zones industrielles ou commerciales et réseaux de communication (4,4 %), eaux continentales (0,6 %). L'évolution de l’occupation des sols de la commune et de ses infrastructures peut être observée sur les différentes représentations cartographiques du territoire : la carte de Cassini (XVIIIe siècle), la carte d'état-major (1820-1866) et les cartes ou photos aériennes de l'IGN pour la période actuelle (1950 à aujourd'hui).

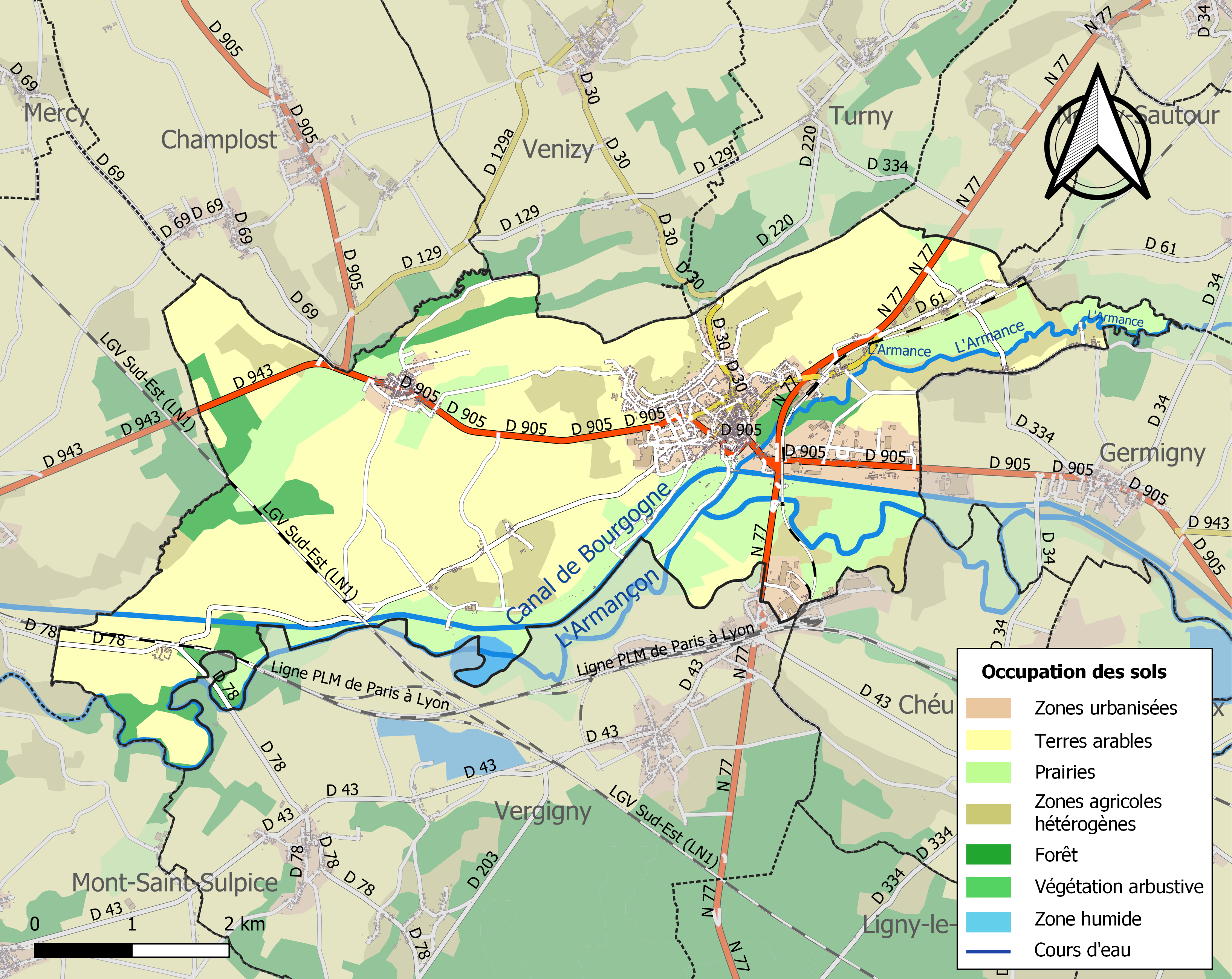
Carte des infrastructures et de l'occupation des sols de la commune en 2018 (CLC).

## Toponymie
Le bourg aurait pris le nom de « Saint-Florentin » lorsque Godelime, comtesse de Chartres et Lémisse, comtesse du Perche, les sœurs du comte de l'époque, rapportèrent en 833, au retour d'un pèlerinage, les reliques de saint Florentin, saint martyrisé par les Vandales du chef Crocus en 406.
L'ancienne commune d'Avrolles (à l'ouest) a fusionné avec Saint-Florentin en 1970.

## Histoire
Sous l'Ancien Régime, Saint Florentin a le titre de Vicomté (puis de Comté), elle dépend de l'intendance de Paris ; elle est le siège d'une élection, d'un bailliage et d'une maréchaussée, et dispose d'un grenier à sel et de casernes.
Saint Florentin était un poste gallo-romain appelé Castrodunum. Au carrefour de voies romaines, Jules César aurait planté sa tente à La Trecey (dont le nom viendrait d'Atrium caesaris) et la ville d'Avrolles est bâtie au pied de l'ancien oppidum d'Eburobriga dont on voit encore l'un des remparts. Le temple de Flore (Templum florae), devenu ensuite Castrum florentinum, forma une bourgade qui prit d'abord le nom de Château-Florentin, sans doute après la construction d'une forteresse par Gondebaud, puis vers le XIIe siècle son nom actuel.
Ville-forteresse à la limite de plusieurs provinces, elle fut souvent convoitée, par les uns et les autres : Wisigoths, Francs, Burgondes en 511, Francs de Neustrie (notamment lors de la célèbre bataille du Champlandry entre les armées de Brunehilde et de Frédégonde en 587), Normands (siège de 886), Champenois qui l'annexèrent en 936 et l'érigèrent en comté, Anglais (pendant la guerre de Cent Ans en 1356), à nouveau les Bourguignons qui la détruisirent complètement en 1359 et l'annexèrent en 1420, Huguenots au cours des guerres de religion en 1562, et encore pendant la guerre de Trente Ans par un lieutenant du Saint-Empire Romain Germanique, etc., jusqu'au bombardement de 1944.

### Moyen Âge
La ville de Saint-Florentin dispose d'un château situé en hauteur. Elle est détenue par le comte de Troyes. Il fixe en la ville dès le début du XIe siècle le siège d'une châtellenie avec un prévôt chargé d'administrer ses domaines et de rendre la justice ; et un vicomte qui semble succéder à un très vieux lignage remontant aux Carolingiens. Les vassaux comtaux de la contrée doivent le service au château de la ville, tels le comte de Joigny (pour son comté) et le vicomte de Joigny. Au point de vue ecclésiastique c'est le siège d'une doyenné du diocèse de Sens
Depuis la seconde moitié du XIIe siècle, la ville est protégée au Nord et au Nord-Ouest par deux cadets de féodaux importants : un fils du sire de Trainel à Venisy, et un fils du comte de Bar-sur-Seine à Champlost. Au Nord-Est, le sire d'Ervy domine le bassin de l'Armance. Le vicomte pour sa part dispose de Villers-Vineux. La vicomté sera vendue à la Couronne au début du XIVe siècle. Le comte est présent encore plus au loin à Chablis, qu'il tient en pariage avec l'abbaye Saint-Martin de Tours.
Une agitation se produit localement quand Érard de Brienne-Ramerupt, sire de Venisy, tente de s'emparer de la couronne comtale de Champagne avec l'appui de sa parentèle (il était le mari de Philippa de Champagne).
La ville profite de la prospérité générale du comté à l'époque des foires de Champagne. Elle se situe à mi-chemin entre Troyes (ville majeure de foires) et Auxerre (ville majeure du commerce du vin en France).

#### La guerre de Cent Ans
Une fois le comté de Champagne intégré à la Couronne de France à la suite du mariage en août 1284 de Jeanne de Champagne-Navarre avec Philippe le Bel, Saint-Florentin est à plusieurs reprises "engagé" auprès de favoris du moment, ou d'individus dont il faut s'assurer le concours (voir l'article Vicomtes), dont les Phélypeaux de La Vrillière, faits comtes de St-Florentin. 
Des individus, tels les des Portes, parviennent à quitter la ville et à s'illustrer auprès des services centraux de l’État.
Au début du XVIe siècle, des Thierriat et des Chubrier quittent la ville pour aller s'établir à Auxerre et s'insérer dans le patriciat de cette cité. Pour autant, la ville dépend du bailliage de Troyes, suivant en cela son statut féodal, et se trouve être le siège d'une élection.

### Temps modernes
La ville dispose d'un collège au XVIIIe siècle. Louis Pouillot, prêtre originaire de Brienon, curé de Bouilly, qui dirige ce collège comme principal ou régent, se réfugie clandestinement dans la forêt d'Othe pour sauver sa vie menacée par les républicains, et il meurt au presbytère de Vergigny le 21 brumaire an 2 (11 novembre 1793) ; son frère Jean-Pierre Pouillot fut le curé de Vergigny. Le collège est alors fermé.

### Révolution française
Pendant la Révolution, Saint-Florentin fut un des lieux les plus dynamiques de la Théophilantropie, une religion qui succéda au « culte de la Raison et de l'Être suprême » entre 1798 et 1801. Pendant la Convention, les républicains anti-cléricaux débaptisèrent Saint-Florentin et l'appelèrent Mont-Armance (du 8 germinal an II -28 mars 1794 — jusqu'au 6 ventôse an III -24 février 1795).
Le comte de Saint-Florentin, ministre du roi Louis XV, avait procuré divers avantages à sa ville au début du XVIIIe siècle. Ils s'avèreront décisifs lors de la réorganisation de la carte administrative en 1790.
Et paradoxe, si elle fait partie du département de l'Yonne depuis 1790 et de la région Bourgogne au XXe siècle, ses armoiries portent les armes de Champagne et de Navarre depuis 1234 (les comtes de Champagne étant rois de Navarre de 1234 à 1328, et sous les rois Bourbons depuis 1589).
Elle fut chef-lieu du district de Saint-Florentin de 1790 à 1795. Cette désignation a gravement indisposé la ville de Brienon-l'Archevêque, qui se posait en rivale. Le gouvernement a maté cette opposition en faisant stationner longtemps des gendarmes à Brienon. au domicile des élus.
Pendant l'occupation autrichienne de 1814, un magasin militaire est créé. Il crée quelques difficultés en réquisitionnant des marchandises dans les arrondissements de Joigny et de Tonnerre. Un hôpital militaire qui y est installé reçoit 64 Autrichiens et 36 Würtembergeois.
L'empereur d'Autriche François 1er traverse la ville nuitamment, le 2 octobre 1815.

### Restauration
Interrompu pendant la période révolutionnaire, les travaux de creusement du canal de Bourgogne s'achèvent tardivement sous la Restauration.

### Seconde Guerre mondiale
La rencontre dite de Saint-Florentin, le 1er décembre 1941 entre le maréchal Pétain et le maréchal Goering, représentant du Reich, s'est déroulée dans le train spécial du Reichsmarschall, en gare de Saint-Florentin-Vergigny, sur la commune voisine de Vergigny.

### Passages de célébrités
Jeanne d'Arc y a probablement fait halte en 1429 en se dirigeant vers Reims pour le sacre de Charles VII ; l'écrivain Stendhal (Henri Beyle) y a dîné le 30 août 1811 ; le maréchal Pétain y a rencontré le maréchal Goering le 1er décembre 1941, à la gare. Le 19 février 1939, Joséphine Baker a donné une représentation au cinéma lors d'un gala de bienfaisance organisé au profit des réfugiés espagnols ayant fui le franquisme.

## Politique et administration

### Politique environnementale
L'installation de stockage des déchets située dans la ville valorise le biogaz produit en le purifiant pour obtenir du biométhane injecté sur le réseau de gaz naturel depuis 2017.

### Jumelages
Zeltingen-Rachtig (Allemagne) depuis 1966

## Population et société

### Démographie
L'évolution du nombre d'habitants est connue à travers les recensements de la population effectués dans la commune depuis 1793. Pour les communes de moins de 10 000 habitants, une enquête de recensement portant sur toute la population est réalisée tous les cinq ans, les populations de référence des années intermédiaires étant quant à elles estimées par interpolation ou extrapolation. Pour la commune, le premier recensement exhaustif entrant dans le cadre du nouveau dispositif a été réalisé en 2006.

En 2022, la commune comptait 4 230 habitants, en évolution de −3,78 % par rapport à 2016 (Yonne : −1,95 %, France hors Mayotte : +2,11 %).
| 1793  | 1800  | 1806  | 1821  | 1831  | 1836  | 1841  | 1846  | 1851  |
| ----- | ----- | ----- | ----- | ----- | ----- | ----- | ----- | ----- |
| 2 723 | 2 503 | 2 315 | 2 286 | 2 442 | 2 277 | 2 407 | 2 515 | 2 567 |

| 1856  | 1861  | 1866  | 1872  | 1876  | 1881  | 1886  | 1891  | 1896  |
| ----- | ----- | ----- | ----- | ----- | ----- | ----- | ----- | ----- |
| 2 305 | 2 589 | 2 515 | 2 644 | 2 482 | 2 479 | 2 693 | 3 071 | 2 721 |

| 1901  | 1906  | 1911  | 1921  | 1926  | 1931  | 1936  | 1946  | 1954  |
| ----- | ----- | ----- | ----- | ----- | ----- | ----- | ----- | ----- |
| 2 661 | 2 556 | 2 426 | 2 598 | 2 884 | 2 837 | 2 897 | 2 928 | 3 390 |

| 1962  | 1968  | 1975  | 1982  | 1990  | 1999  | 2006  | 2011  | 2016  |
| ----- | ----- | ----- | ----- | ----- | ----- | ----- | ----- | ----- |
| 3 852 | 5 358 | 7 000 | 6 757 | 6 433 | 5 748 | 5 076 | 4 693 | 4 396 |

| 2021  | 2022  | - | - | - | - | - | - | - |
| ----- | ----- | - | - | - | - | - | - | - |
| 4 220 | 4 230 | - | - | - | - | - | - | - |

Remarque : Depuis le 1.1.1971, la commune de Saint-Florentin inclut l'ancienne commune d'Avrolles.

### Sports
(mai 2023).
La ville de Saint Florentin possède des équipements sportifs de hautes qualités, avec une piste d'athlétisme en tartan de 400 mètres avec 6  couloirs, permettant l'accueil de manifestations sportives nationales comme les Pointes d'or (championnat de France benjamin et minime). Par ailleurs, un nouveau dojo a vu le jour en 2010, ce nouvel outil va permettre aux adeptes de sports de combat d'assouvir leur passion dans un écrin exceptionnel qui allie environnement et sport de compétition. Enfin, Saint Florentin possède une piscine tournesol de 4  couloirs sur 25 mètres, un stade municipal accueillant football, pétanque et rugby, et un gymnase profitant essentiellement aux scolaires et associations telles que le tennis ou le futsal.

## Économie
L'usine Aluminium France extrusion (autrefois dénommée Alusuisse) est un employeur majeur de la commune.

## Culture locale et patrimoine

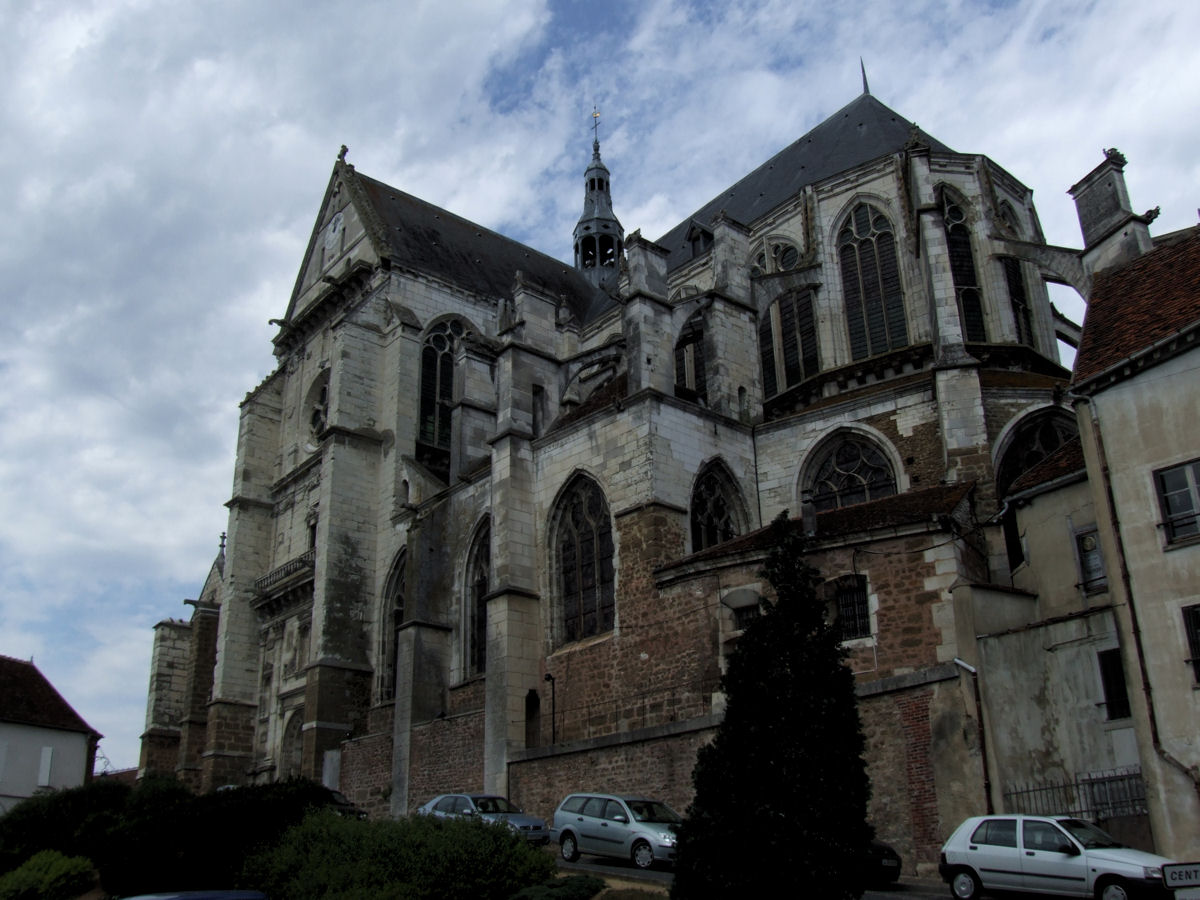
Église de Saint-Florentin.

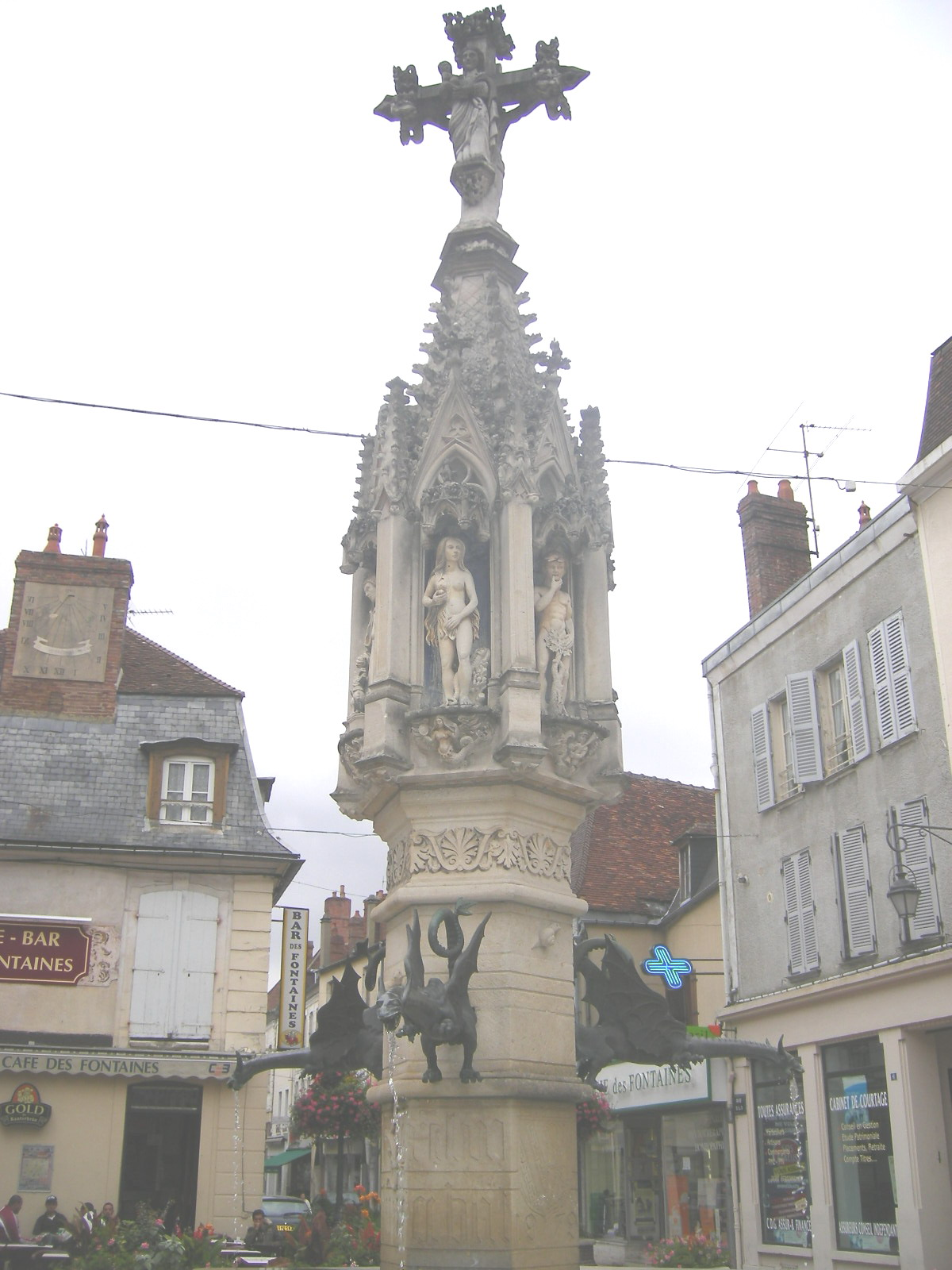
Fontaine aux dragons.

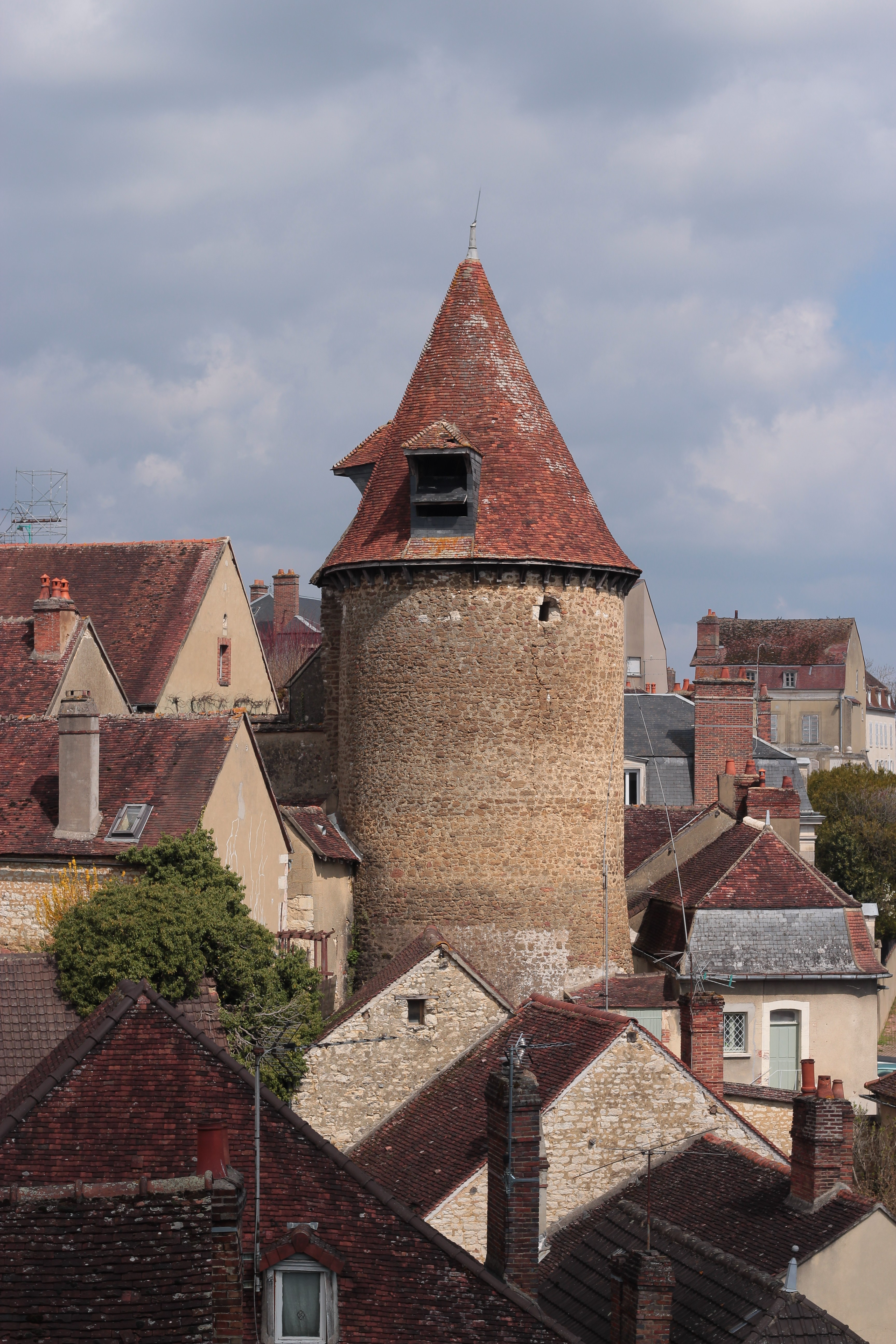
Tour des cloches.

### Lieux et monuments
- L'église Saint-Florentin possède un des rares jubés de France, de très beaux vitraux de l'école de Champagne datant du XVIe siècle[25] ainsi que de remarquables statues des XVIe et XVIIe siècles. Elle est classée monument historique depuis la première liste de 1840.
- L'église Saint-André d'Avrolles, du XIIe siècle et remaniée au XVIe[26].
- La fontaine aux dragons a été réédifiée en 1979 sur le modèle de celle démolie en 1859. D'inspiration gothique et Renaissance, elle est remarquable par la finesse de ses sculptures et la beauté de ses statues dont Saint-Florentin, Sainte Barbe, Saint Martin et Sainte Béate, des saints vénérés dans la région florentinoise.
- Le canton possède un musée : le Musée en Florentinois. C'est le dernier musée cantonal de l'Yonne, qui présente une collection encyclopédique très variée allant de la préhistoire à aujourd'hui. Citons par exemple la copie en plâtre de la Vénus de Milo offerte par le Louvre au musée vers 1870, copie à visée pédagogique.
- Le pont-canal de Saint-Florentin permettant au canal de Bourgogne d'enjamber l'Armance. Cet aqueduc en pierre à cinq arches, construit en 1810, est situé tout près du port de plaisance de Saint-Florentin au niveau de l’écluse 108.

### Personnalités liées à la commune
- Guillaume d'Avaugour
- Louis Phélypeaux (1705-1777)
- Jacob-Nicolas Moreau (1717-1803), historien
- Claude-François-Louis Jeannet le jeune (24 novembre 1741, Saint-Florentin - 7 octobre 1822, Saint-Florentin), homme politique, député aux États généraux de 1789.
- Pierre-Edme-Nicolas Jeannest-la-Noue (1748-1816)
- Jérôme Gallimard de Vaucharmes (1758-1847), lieutenant-colonel du 2nd bataillon des volontaires de l'Yonne
- Alfred Victor Espinas (1844-1922, né à Saint-Florentin)
- Jean Boussard (1844-1923), architecte, né à Cry
- Ernest Damé (1845-1920), sculpteur né à Saint-Florentin
- Camille Hermelin (1850-1918), historien, né à Saint-Florentin
- Joseph Chailley (1854-1928), homme politique, né à Saint-Florentin
- Joséphine Baker (1906-1975), chanteuse, danseuse, actrice, résistante, militante des droits humains ayant séjourné dans la commune durant ses vacances entre 1937 et 1941
- Sébastien Maillard (1981-...), sportif (athlétisme)

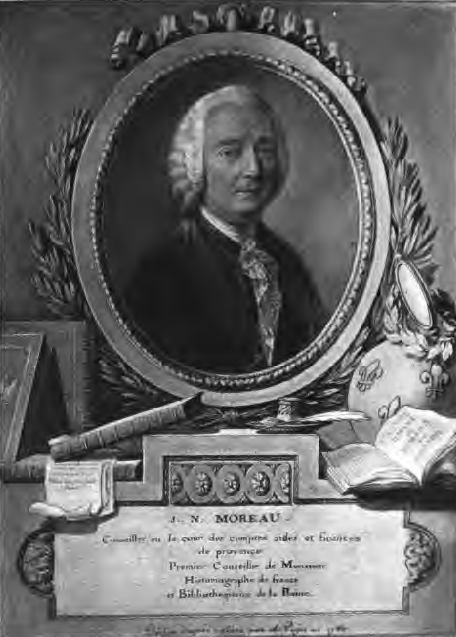
Jacob-Nicolas Moreau
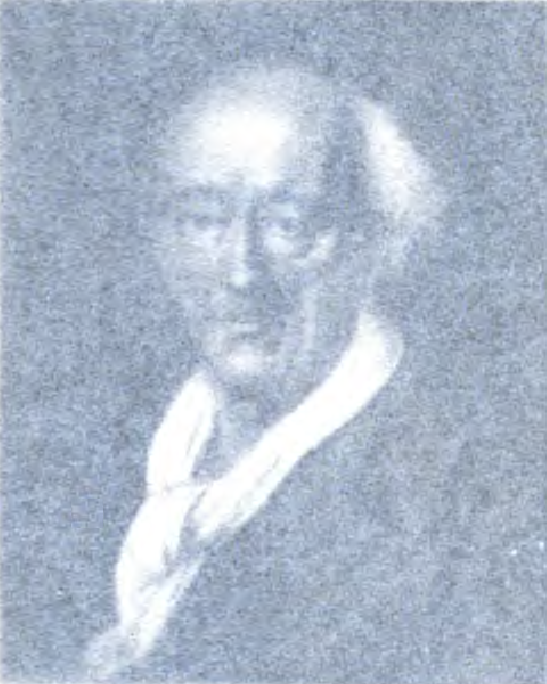
Camille Hermelin
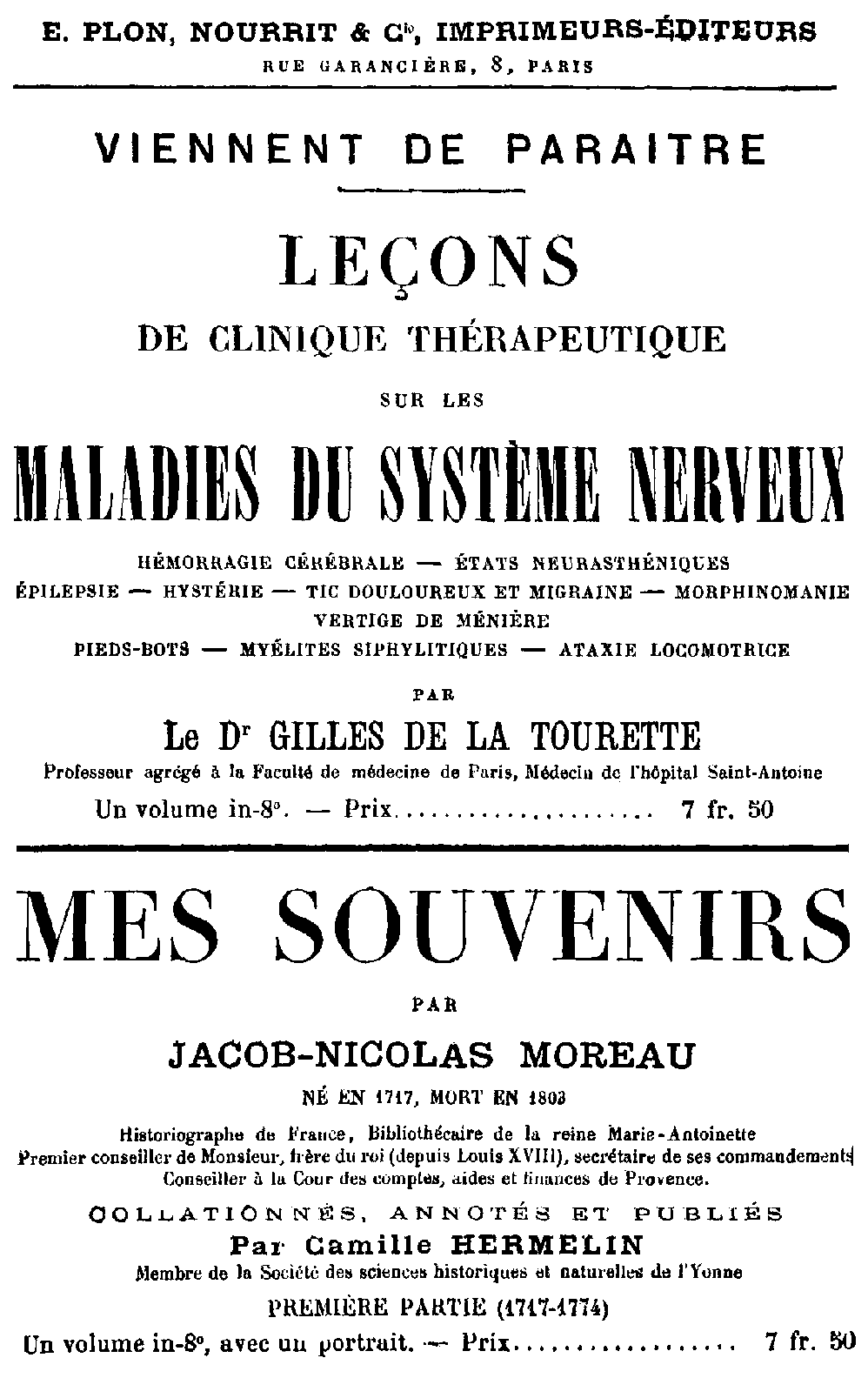
Publicité dans La revue hebdomadaire, 12 nov. 1898, p. 3.